# Bebaiotes dorsivittata
Bebaiotes dorsivittata är en insektsart som först beskrevs av  1947.  Bebaiotes dorsivittata ingår i släktet Bebaiotes och familjen Achilixiidae. Inga underarter finns listade i Catalogue of Life.